# Привредна комора Републике Српске
Привредна комора Републике Српске је невладина, самостална, стручно-пословна организација, независна и непрофитна јавно-правна асоцијација привредних субјеката и привредних асоцијација са територије Републике Српске.

## Организација
Сједиште Привредне коморе је у Бањој Луци и она има својство правног лица. Њени чланови су: привредна друштва, банке, осигуравајућа друштва и друге финансијске организације које обављају привредну дјелатност у Републици Српској. Такође, чланови могу бити: пословна и стручна удружења, интересне асоцијације, научноистраживачке и образовне институције, савези, фондације, предузетници, земљорадничке задруге и други субјекти који обављају дјелатност од значаја за привреду.
Привредна комора организује свој рад у оквиру јединственог коморског система преко привредних комора подручја и преко удружења која се организују за поједине привредне области. Привредне коморе подручја обухватају општине, односно градове са сједиштем у Бањој Луци, Бијељини, Добоју, Требињу и Источном Сарајеву. Такође имају својство правног лица.

## Дјелатност
Дјелатност Привредне коморе је:
- заступање интереса чланова Привредне коморе пред органима законодавне и извршне власти приликом обликовања привредног система, посебно у припреми привредног законодавства, мјера и механизама привредног система и мјера економске политике, те давање примједби и приједлога органима државне управе приликом доношења прописа од интереса за привреду,
- усклађивање интереса чланова Привредне коморе,
- размјена искустава међу члановима Привредне коморе и програмско усмјеравање и координација активности привредних субјеката у Републици Српској,
- пословно савјетовање — пружање помоћи приликом оснивања нових и трансформације постојећих привредних друштава,
- презентација привреде и промоција робе и услуга у земљи и иностранству, организовање наступа на сајмовима, организовање презентација и промоција, издавање промотивних публикација и каталога, презентовање привреде посредством интернета, гласила Привредне коморе и других промотивних активности,
- унапређивање предузетништва и менаџмента, праћење и преношење међународних искустава у тим областима, а нарочито менаџмента у области система квалитета,
- анализа тржишних могућности и услова привредног развоја, пословно повезивање и информисање,
- подстицање истраживања у области научнотехнолошког развоја, усклађивање привредних и друштвених интереса у области екологије, подстицање друштвено одговорног пословања,
- повећање конкурентности привреде сталним процесима стручног и пословног образовања и професионалне едукације,
- организовање јединственог информационог система Привредне коморе и успостављање и вођење Привредног регистра Републике Српске,
- вршење јавних овлашћења која су повјерена Привредној комори,
- издавање одговарајућих потврда о бонитету,
- предузимање мјера за подстицање и развој добрих пословних обичаја и пословног морала,
- обављање других послова.

Привредна комора Републике Српске има право да покреће иницијативу за доношење закона и других прописа из области привредног система, да даје мишљење на нацрте и предлоге економске политике и друге прописе од интереса за привредне субјекте. Народна скупштина Републике Српске и Влада Републике Српске достављају на разматрање Привредној комори нацрте и предлоге закона и других прописа из области привреде и од интереса за привреду.